# George Hendrik Breitner
Pour les articles homonymes, voir Breitner.
George Hendrik Breitner, né le 12 septembre 1857 à Rotterdam et mort le 5 juin 1923 à Amsterdam, est un peintre, dessinateur, graveur et photographe impressionniste néerlandais.
Adepte du japonisme, il réalise en 1893-1894 sa Série des filles en kimono, représentant Geesje Kwak (nl), son modèle préféré, en ayant recours à ses propres photographies.

## Biographie
George Hendrik Breitner, fils d'un négociant en céréales, naît à Rotterdam, aux Pays-Bas, le 12 septembre 1857.
Adolescent difficile, parfois en conflit avec son père, Breitner quitte l'école sans diplôme, travaille dans un bureau et consacre son temps libre à la peinture et au dessin. Il prend des cours auprès du peintre de genre et professeur de dessin Christoffel Neurdenburg (1817-1906) de Rotterdam, qui convainc son père de l'encourager dans cette direction. De 1876 à 1880, Breitner étudie à l'Académie royale des beaux-arts de La Haye ; d'octobre 1878 à avril 1879, il donne des cours du soir à l'académie artistique Ars Aemula Naturae de Leyde. En 1880, il est exclu de l'Académie des beaux-arts de La Haye pour mauvaise conduite ; il a détruit le tableau des règlements.
Il s'installe chez le peintre paysagiste Willem Maris à Loosduinen, un quartier de La Haye, et est accepté comme membre du Pulchri Studio, une société d'artistes influente de La Haye. À cette époque, il est particulièrement influencé par les peintres de l’école de La Haye. Il préfére les modèles ouvriers : ouvriers, servantes et gens des quartiers populaires et se considére comme « le peintre du peuple ».
Il séjourne six mois à Paris en 1884 pour poursuivre sa formation de peintre dans l'atelier de Fernand Cormon ; il ne s'intéresse pas au mouvement impressionniste français et trouve son inspiration dans la littérature française : Émile Zola, Gustave Flaubert, Edmond et Jules de Goncourt.
Il s'installe à Amsterdam en 1886. Profondément marqué par la dure vie qui l'entoure et par les descriptions qu'en fait la littérature moderne, il se donne pour mission de représenter les citadins « ordinaires ». Il peint à grands coups de pinceau, souvent grossiers, destinés à évoquer plutôt qu'à enregistrer précisément ses sujets. Cette approche rend la réalité quotidienne très immédiate et proche.
À Amsterdam, à partir de 1886, il enregistre la vie de la ville à travers des croquis, des peintures et des photos. Il lui arrive parfois de réaliser plusieurs clichés du même sujet, sous des angles différents ou dans des conditions météorologiques différentes. Les photographies peuvent servir d'exemple pour un tableau, comme pour ses portraits de jeunes filles en kimono, ou comme matériau de référence général. Il collabore souvent avec Isaac Israëls et on les appelle les impressionnistes d’Amsterdam. Les critiques conservateurs ont qualifié le style de Breitner d'« inachevé ».

## Œuvre
- Nu, 1885, huile sur toile, 57 × 87 cm, Musée royal des Beaux-Arts d'Anvers[5].
- Les Cavaliers Jaunes, 1885-1886, huile sur toile, 115 × 77 cm, Rijksmuseum Amsterdam[6].
- Clair de lune, 1887-1889, huile sur toile, 70 × 100 cm, Musée d'Orsay[7].
- Soir sur le Dam d’Amsterdam, 1890, huile sur toile, 93 × 178 cm, Musée royal des Beaux-Arts d'Anvers[8].
- Fille au kimono blanc, 1894, huile sur toile, 59 × 57 cm, Rijksmuseum Amsterdam[9].
- Deux chevaux tirant des pieux à Amsterdam, 1897-1898, huile sur toile, 1 000 × 150 cm, Musée d'Orsay[10].
- Le Pont Singel sur la Paleisstraat à Amsterdam, 1898, huile sur toile, 100 × 152 cm, Rijksmuseum Amsterdam[11].
- Fille de Scheveningen au lavoir, craie noire et pinceau en couleurs, 38 × 26 cm, Rijksmuseum Amsterdam[12].

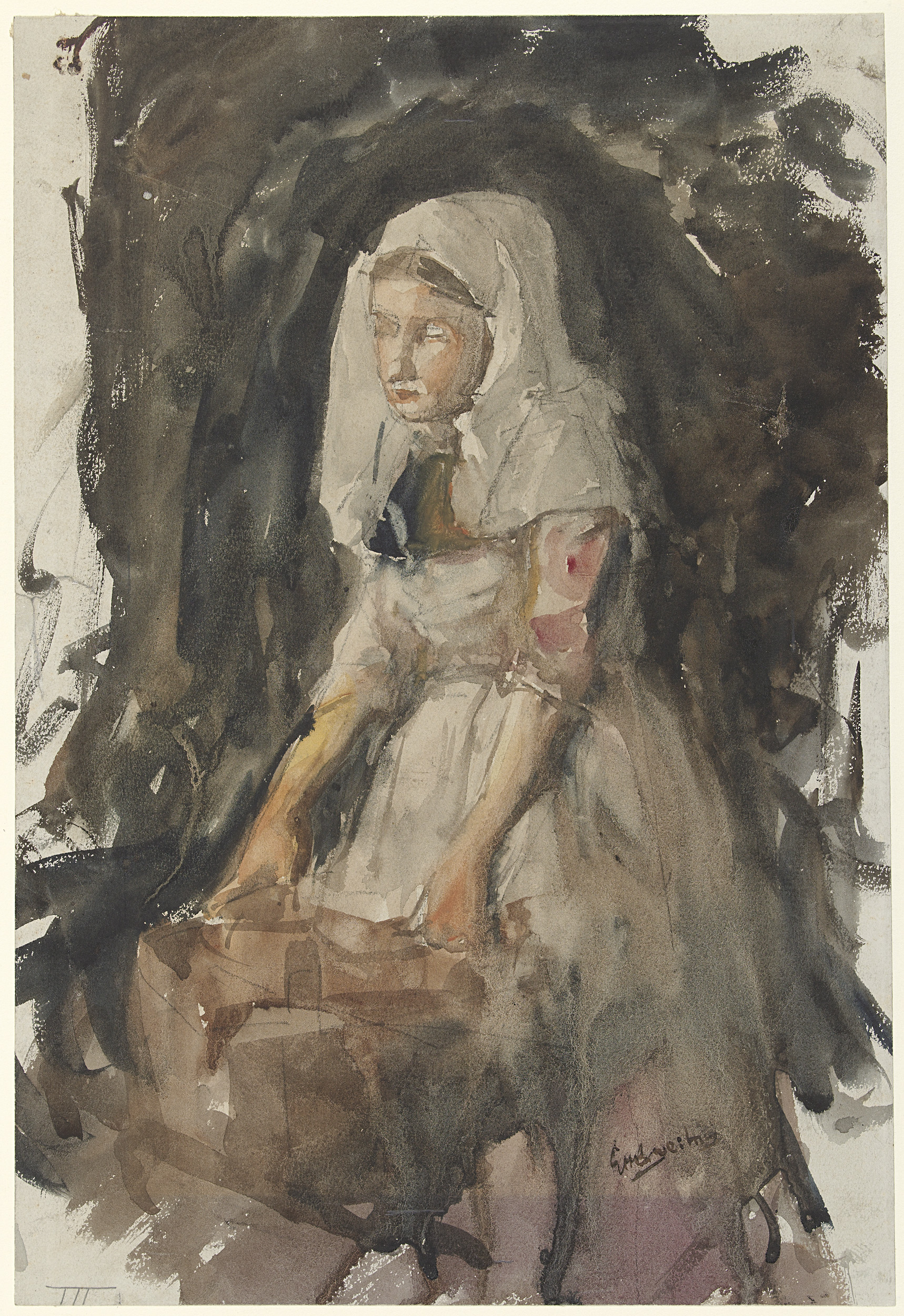
Jeune fille de Schéveningue au baquet craie noire et pinceau sur papier Rijksmuseum Amsterdam
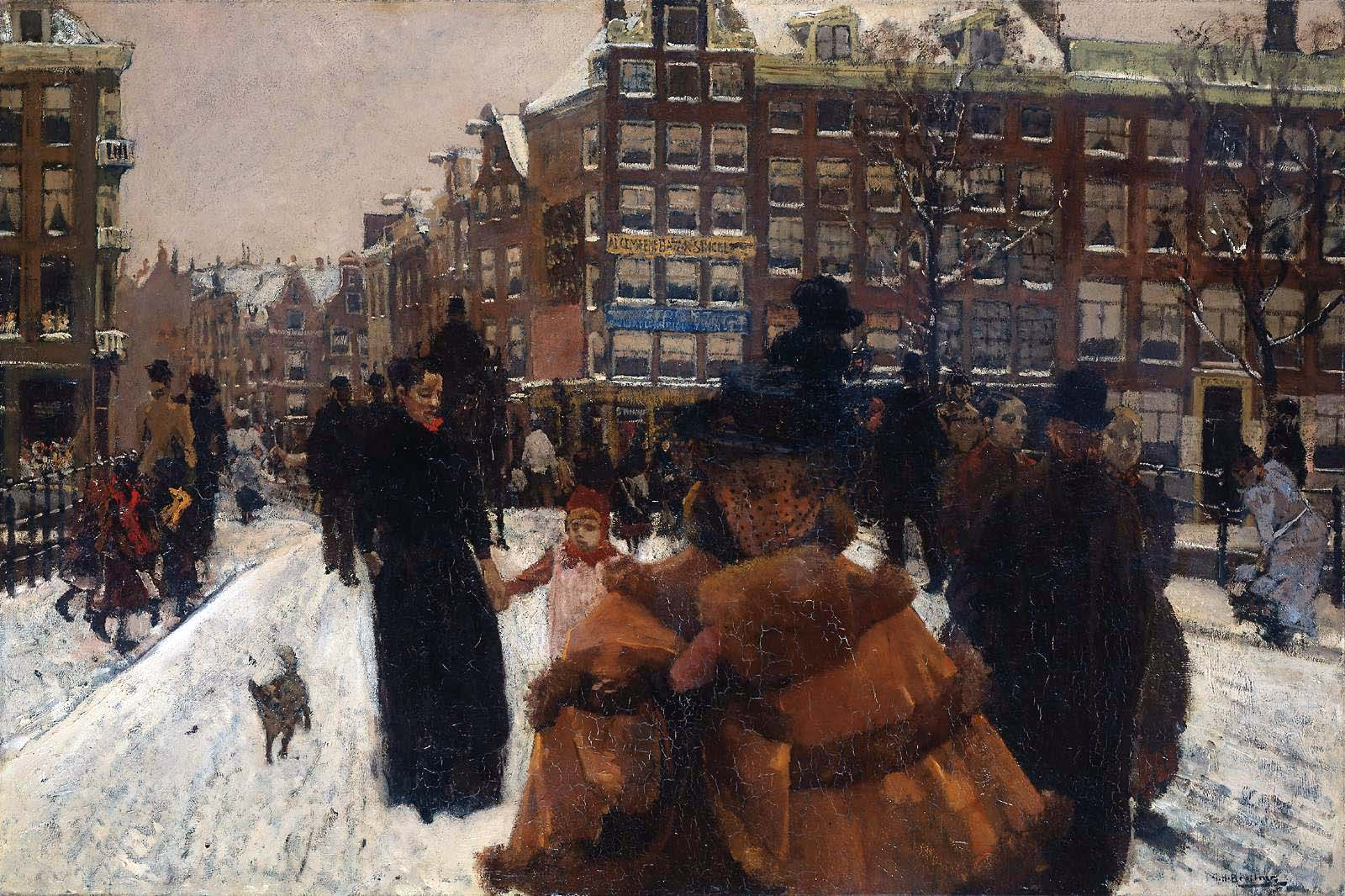
Le Pont Sigel, près de la Paleisstraat, à Amsterdam, 1890 Rijksmuseum Amsterdam
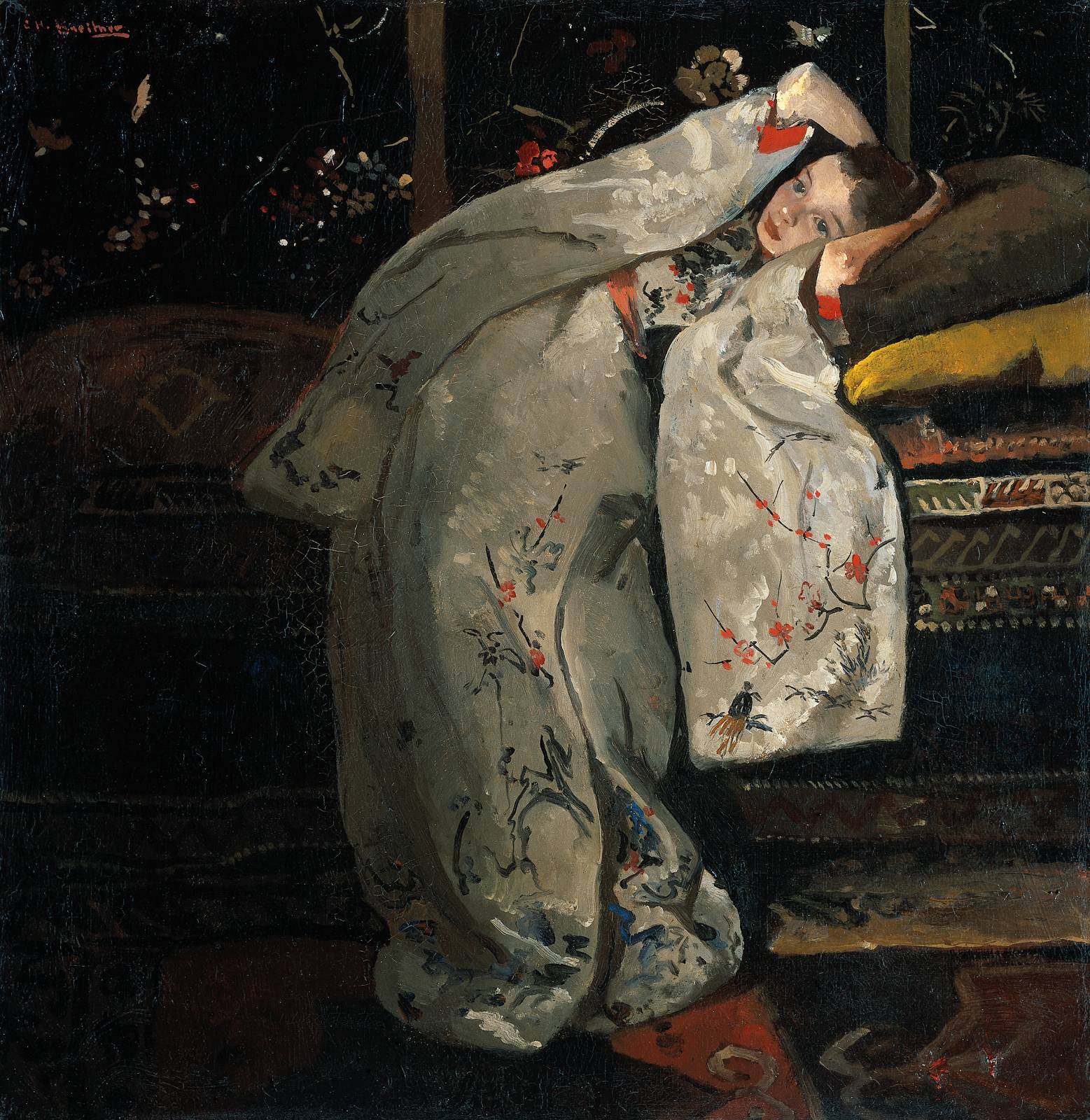
Fille en kimono blanc, 1894 Rijksmuseum Amsterdam
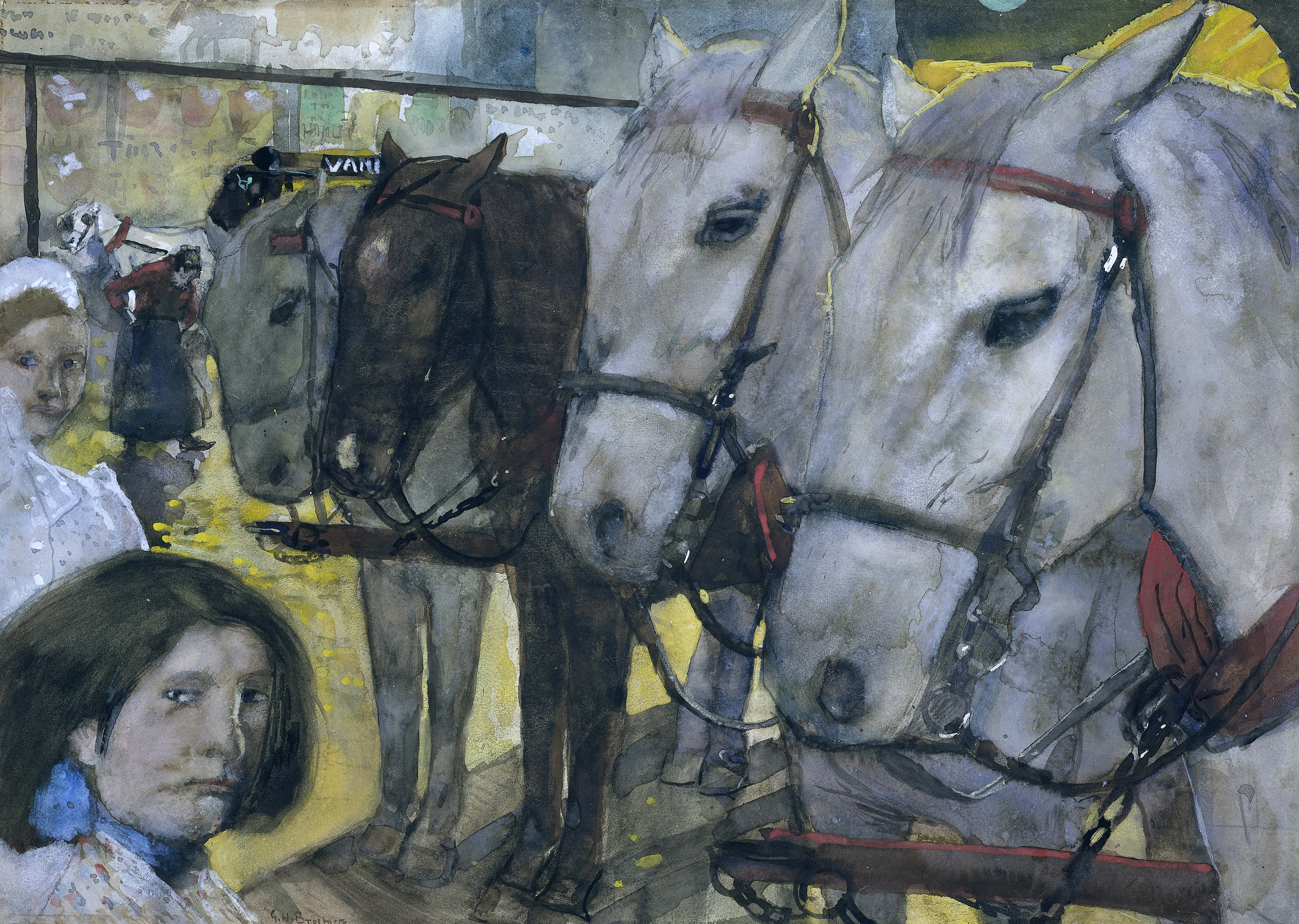
Chevaux de tramway sur le Dam, à Amsterdam, 1894 Rijksmuseum Amsterdam
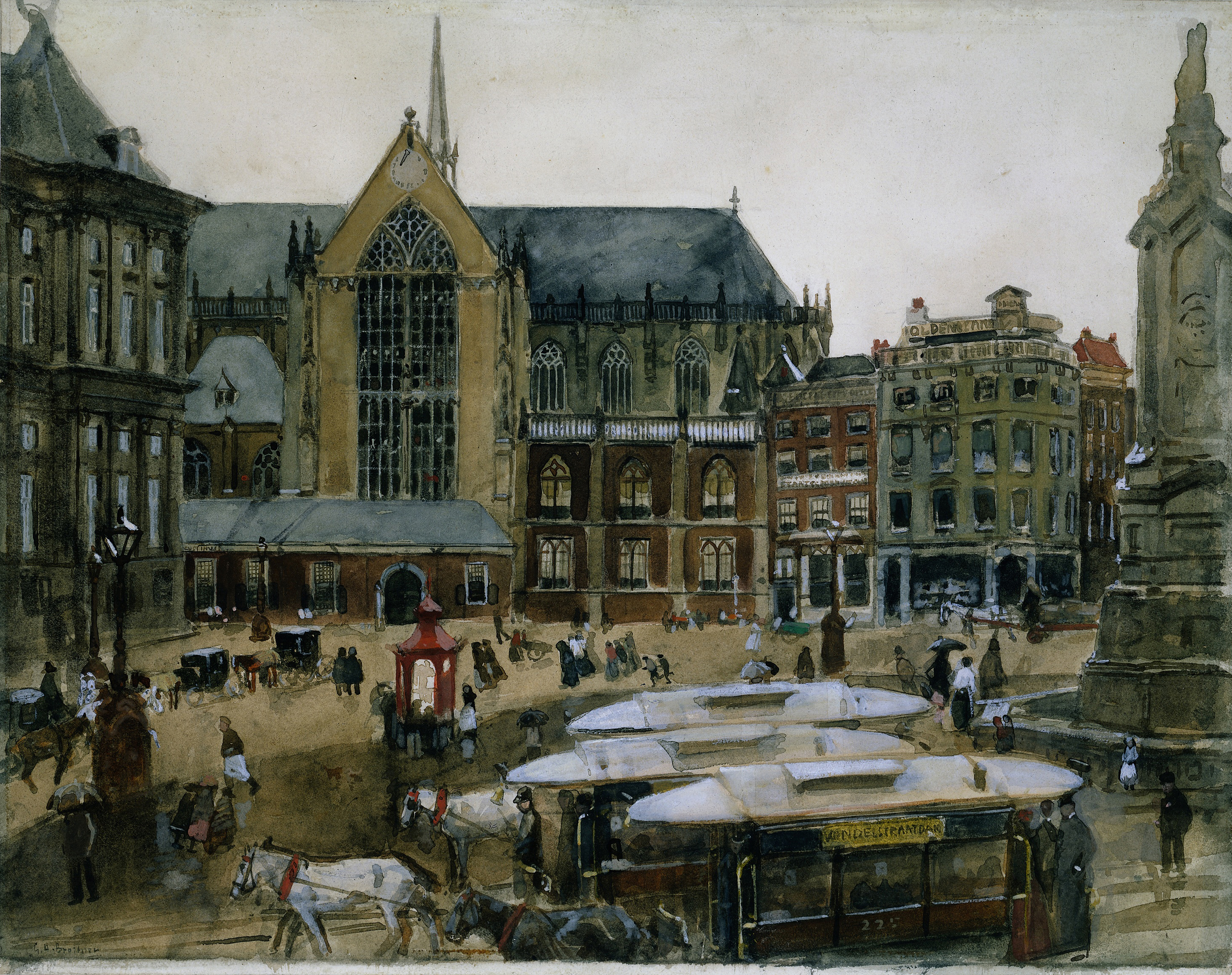
Vue du Dam, à Amsterdam aquarelle, 1895-1898 Rijksmuseum Amsterdam
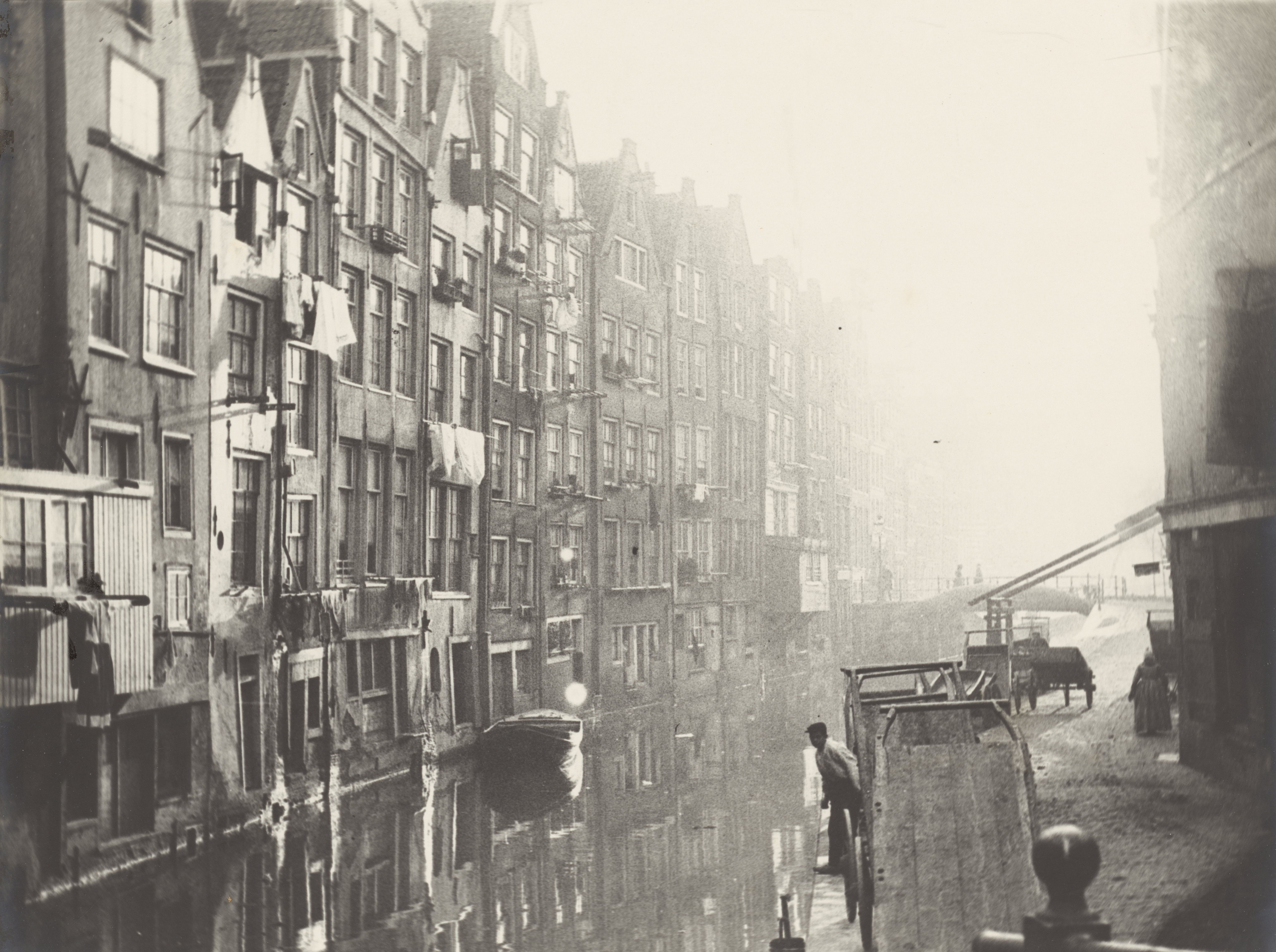
Oudezijds Achterburgwal (Rue-canal à Amsterdam) photographie, 1894-1898

Utilisation de la photographie
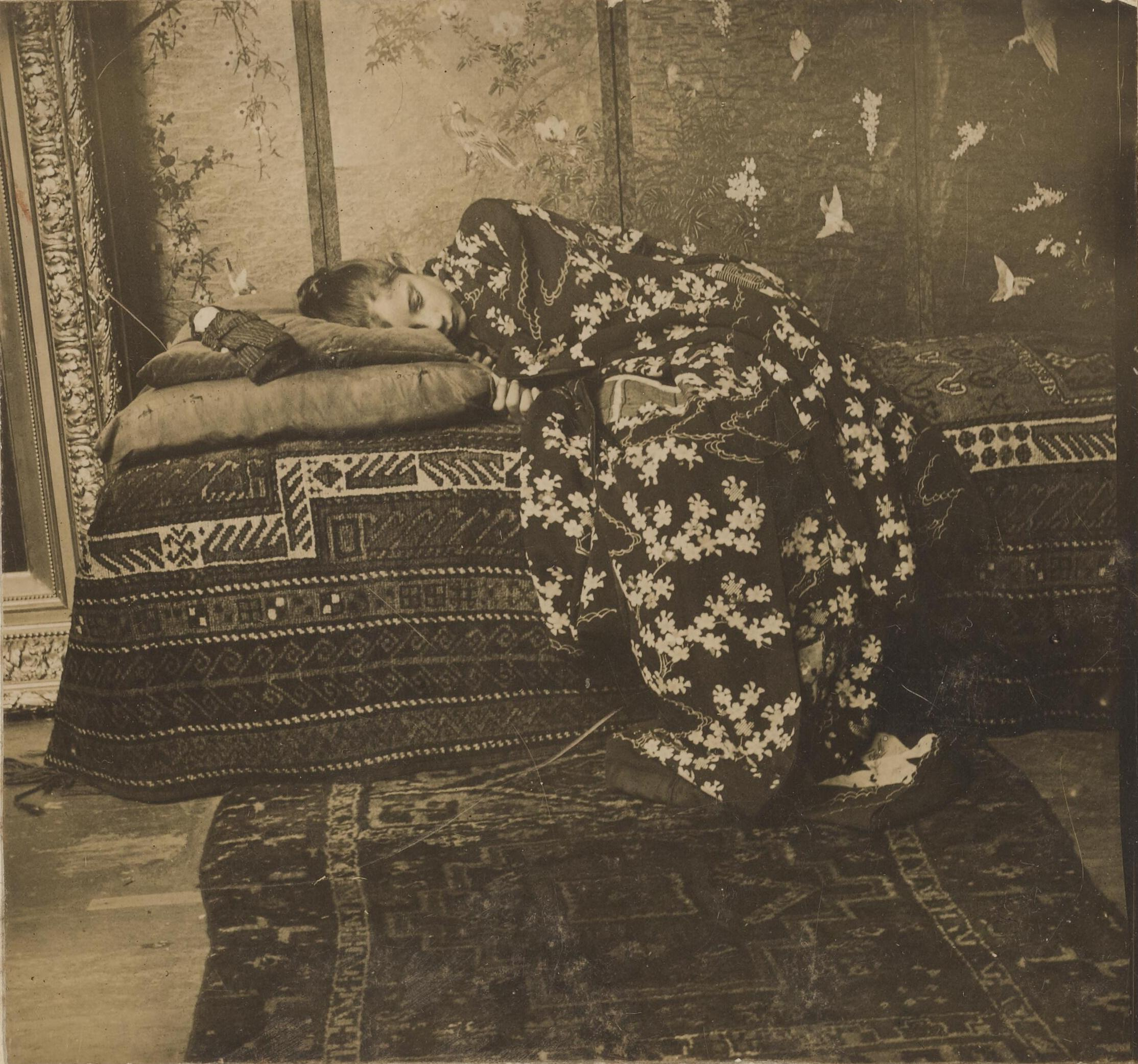
Fille en kimono (Geesje Kwak dans le studio de Breitner, Lauriersgracht, Amsterdam) photographie.
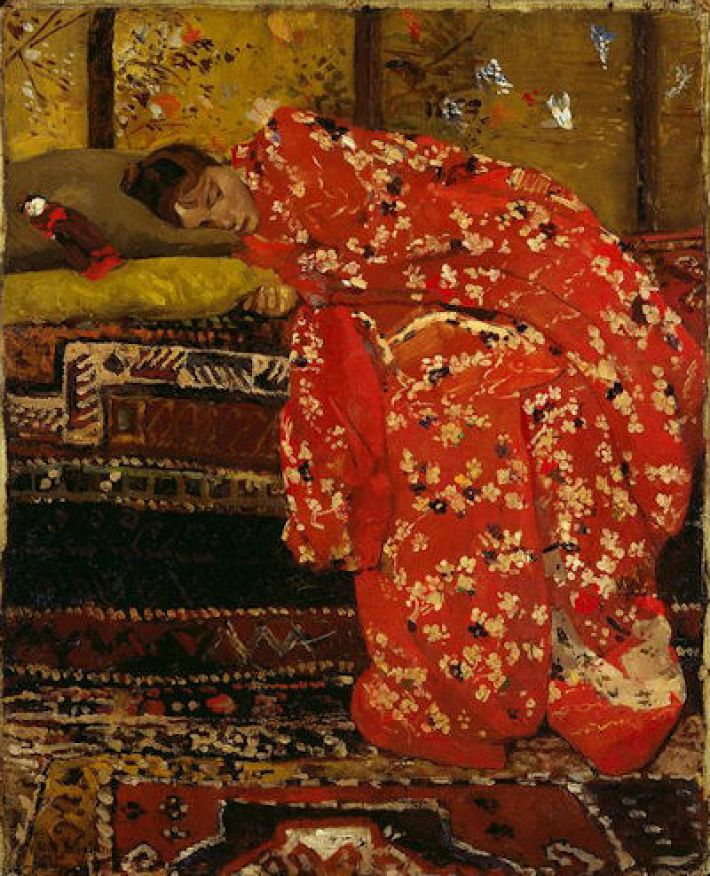
Fille en kimono rouge, huile sur toile, 1893-1895 collection privée

## Expositions
- 25 octobre - 16 novembre 1957 : Breitner : 1857-1923, Institut néerlandais, Paris.
- novembre 1960 - janvier 1961 : George Hendrik Breitner, Deutsche Akademie der Künste, Berlin.
- 15 décembre 1977 - 22 janvier 1978 : George Hendrik Breitner. Gëmalde, Zeichnungen, Fotografien, Rheinisches Landesmuseum, Bonn.
- 21 février - 27 avril 1997 : G.H. Breitner : fotograaf en schilder van het Amsterdamse stadsgezicht, Gemeentearchief, Amsterdam.
- 1er juillet - 2 septembre 2001 : Breitner in Rotterdam : fotograaf van een verdwenen stad, Nederlands Foto Instituut, Rotterdam.